# 遠東毛紡
遠東毛紡有限公司（除牌當時為0131.HK）-- 前香港主版上市公司，創辦於1963年，主要業務生產羊毛和紡織等，以及物業投資。其中主要香港成為收入來源。
1988年，其後由於發生財政問題，加上行業競爭激烈，於是出售給趙世曾，現時為卓能集團之今。

## 外部連結
- 卓能集團資料